# کریمچاق‌ها

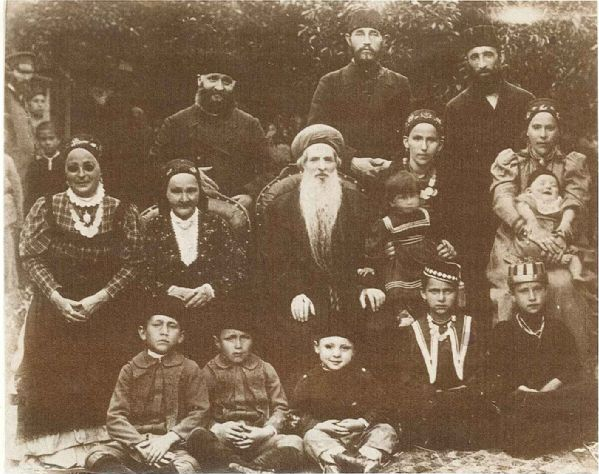
تصویری از جامعه یهودی و خاخام کریمچاق های کریمه

کریمچاق‌ها، جوامع قومی و مذهبی یهودی کریمه هستند که شامل ترک زبانان یهودی هستند. آن ها از لحاظ تاریخی در مجاورت کارائیتی‌های کریمه (کاراییم‌ها) زندگی کرده اند و از یهودیت کارائیتی (قرائیم) پیروی می کنند.